# Sitamadji Allarassem
Sitamadji Allarassem (ur. 24 grudnia 1988 w Sarh, zm. 4 grudnia 2014) – czadyjski piłkarz grający na pozycji prawego obrońcy. W swojej karierze rozegrał 16 meczów w reprezentacji Czadu.

## Kariera klubowa
Całą swoją karierę piłkarską Allarassem spędził w klubie Tourbillon FC. Zadebiutował w nim w 2003 roku w pierwszej lidze czadyjskiej i grał w nim do 2014 roku. Wywalczył z nim mistrzostwo Czadu w sezonie 2010, dwa wicemistrzostwa w sezonach 2009 i 2011 oraz Puchar Czadu w 2008 roku.

## Kariera reprezentacyjna
W reprezentacji Czadu Allarassem zadebiutował 8 października 2006 roku w przegranym 1:3 meczu kwalifikacji do Pucharu Narodów Afryki 2008 z Kongiem. Od 2006 do 2010 wystąpił w kadrze narodowej 16 razy.